# لئوناس یوزاپایتیس
لئوناس یوزاپایتیس (لیتوانیایی: Leonas Juozapaitis; ۱۸ ژانویهٔ ۱۹۰۱ – ۱۳ اوت ۱۹۸۰) بازیکن فوتبال اهل لیتوانی بود.
وی همچنین در تیم ملی فوتبال لیتوانی بازی کرده‌است.